# YUMA (作曲家ユニット)
YUMA（ユマ）は、日本の作曲家である坂元真・生島由香による作家音楽ユニット。アワーソングスクリエイティブ所属。イギリス・ロンドンに在住し、音楽活動を行っている。

## 来歴
- 2008年 - アワーソングスクリエイティブに所属し、ライムライトに楽曲提供。
- 2009年 - 山田優に楽曲提供。
- 2010年 - May J.に楽曲提供。
- 2011年 - SDN48、Not yetなどAKB48関連ユニットへの楽曲提供が増える。SKE48に提供した7枚目のシングル「オキドキ」がオリコン週間シングルチャートで1位を獲得。年間チャートでも11位にランクインした。
- 2012年 - AKB48に楽曲提供。
- 2018年 - メンバーの坂元が8月22日に逝去。2人が最後に提供したのが7月4日発売の下川みくにのアルバム「ココロオト。」収録の「純恋」となった。

## 提供作品
- AKB48グループ
  - AKB48（横山Team A）
    - Clap（作曲・編曲、2015年）

  - AKB48（スペシャルガールズB）
    - 羊飼いの旅（作曲・編曲、2012年）

  - SKE48
    - オキドキ（作曲、2011年）

  - SDN48（アンダーガールズB）
    - 淡路島のタマネギ（作曲、2011年）
    - カシャーサで自白する（作曲、2011年）

  - 柏木由紀
    - ショートケーキ（作曲・編曲、2013年）

  - Not yet
    - 波乗りかき氷（作曲、2011年）
- 梅田えりか
  - Crush on You!（作曲・編曲、2014年）
  - 君はClione（作曲・編曲、2014年）
- GREEN FIELDS（SATOYAMAmovement）
  - 都会田舎（トカイナカ）の彼（作曲・編曲、2013年）
- ジェジュン
  - Sign（作曲・編曲、2018年）
- 下川みくに
  - 純恋（作曲、2018年）
- JOY
  - 糸（中島みゆきのカバー）（編曲、2013年）
- 中野風女シスターズ
  - ツインテールときらきらリボン（作曲、2011年）
- PALET
  - イチゴ気分（作曲、2012年）
  - Runner（作曲、2013年）
  - 涙一粒（作曲、2013年）
- Bitter & Sweet
  - 誰にもナイショ（作曲・編曲、2014年）
- BESTIEM
  - Think about you（作曲、2017年）
  - Endless Journey（作曲、2017年）
  - Just by your side（作曲、2018年）
- 前田敦子
  - やさしい気持ち（作曲、2013年）
- 松岡卓弥
  - 僕は誓った（作曲、2013年）
  - Virgin Snow（作曲、2013年）
- Milky Bunny
  - ねぇかまって?（作曲、2013年）
  - ROSED（作曲・編曲、2013年）
- May J.
  - Believe（作曲、2010年）
- 山田優
  - Gonna Believe（作曲・編曲、2009年）
- ライムライト
  - Memorial Date ライムライト×TGMX（作曲、2008年）
- LinQ
  - ナツコイ（作曲、2014年）
- リュ・シウォン
  - 春の雪（作曲・編曲、2012年）